# 円明園駅
座標: 北緯39度59分53.56秒 東経116度18分12.22秒 / 北緯39.9982111度 東経116.3033944度
円明園駅（えんめいえんえき）は北京市海淀区に位置する北京地下鉄4号線の駅である。

## 駅構造

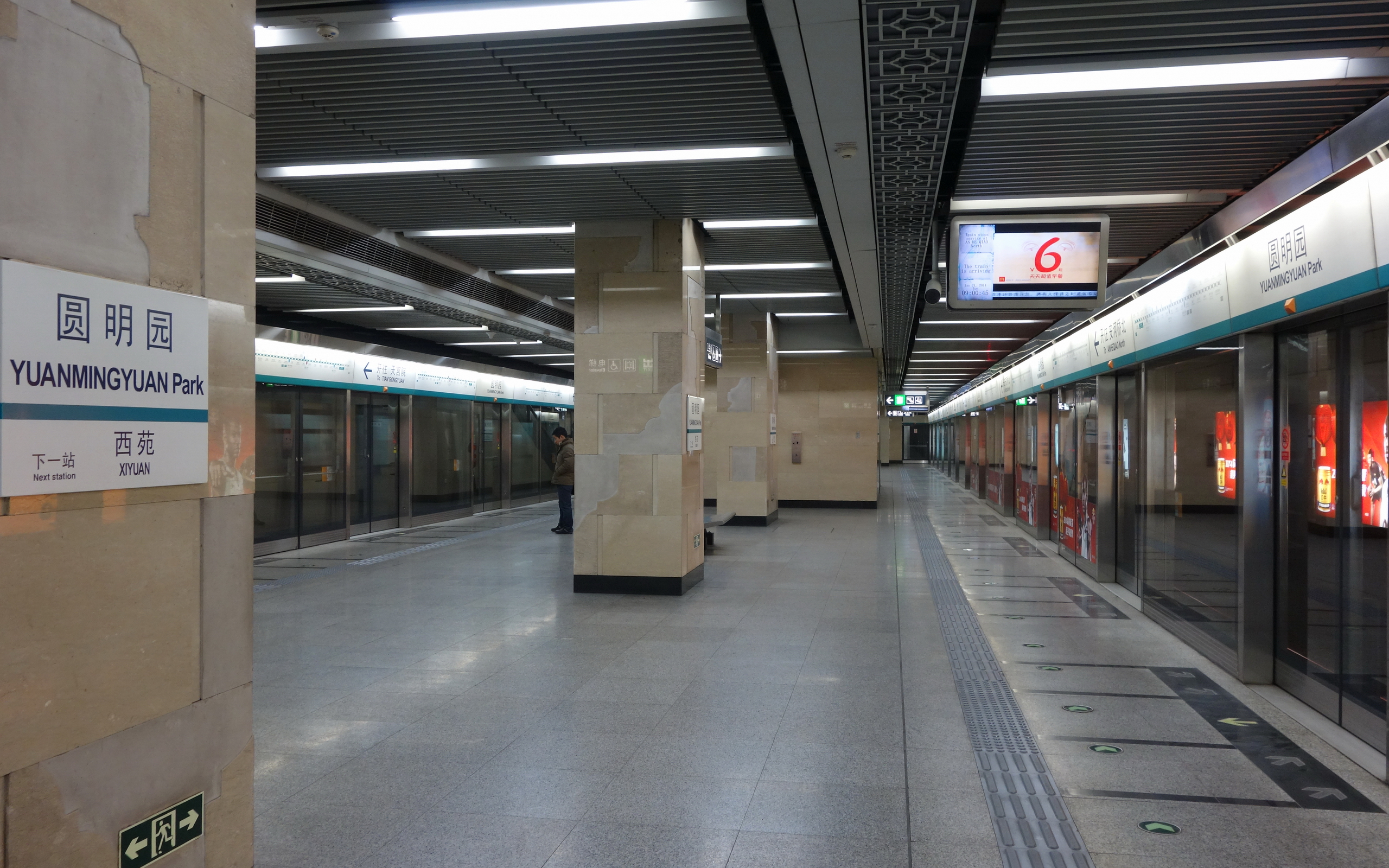
ホーム

島式ホーム1面2線を有する地下駅。

### 駅階層

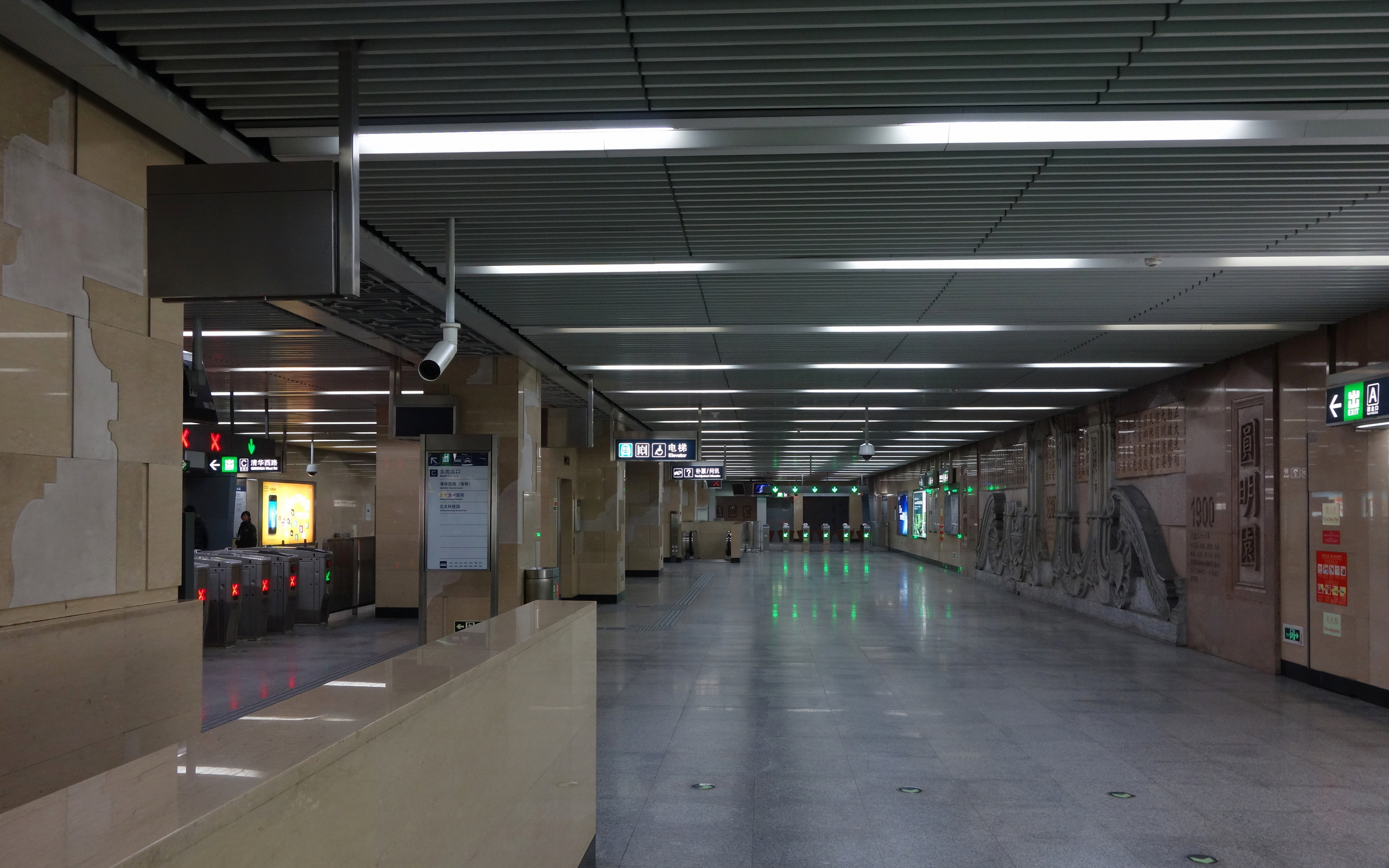
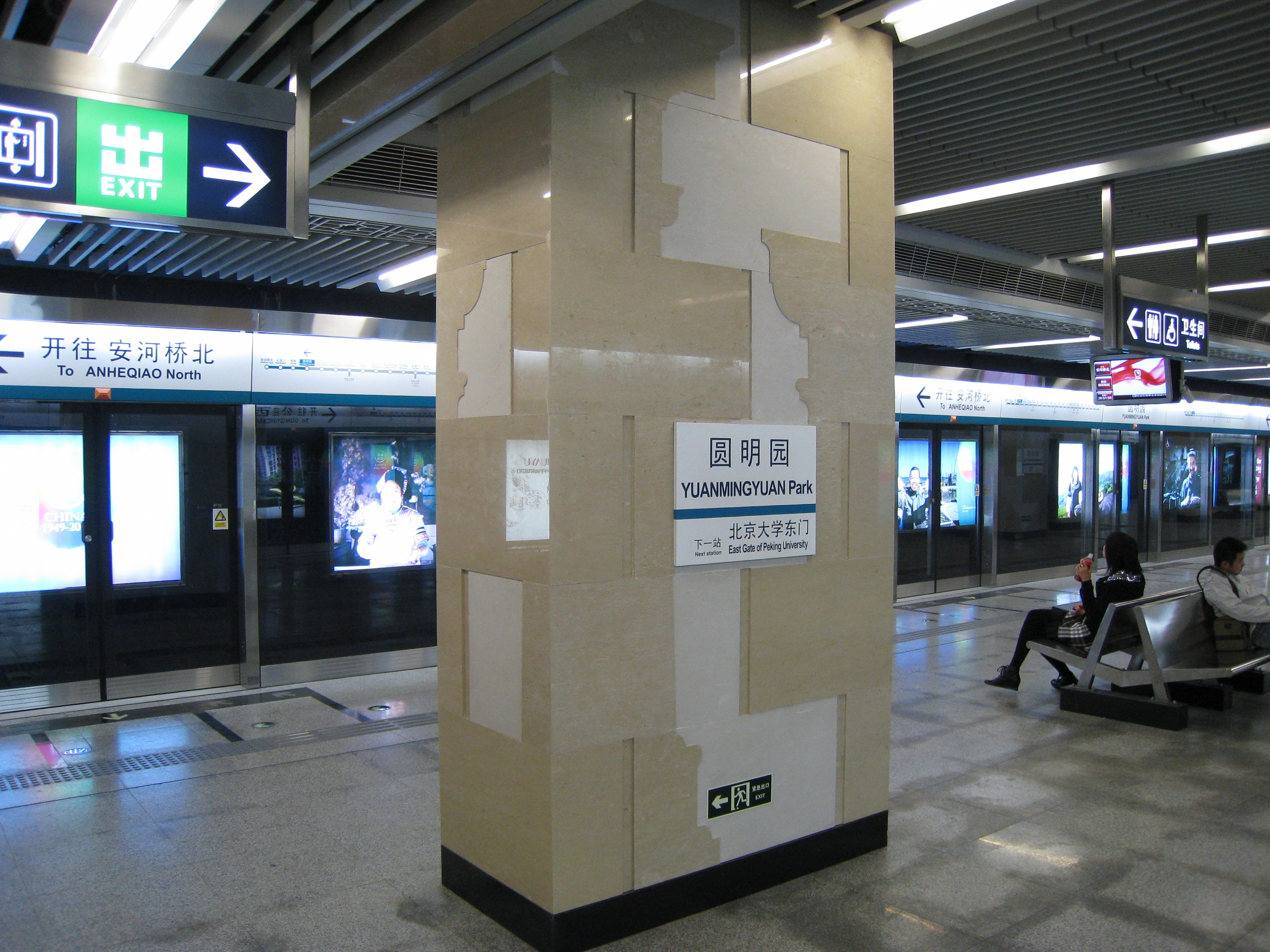

| G  | 地上                         | 出入口                              |
| B1 | 大堂                         | 改札口、駅事務所                    |
| B2 | ■北行き                      | ← 安河橋北駅方面 （西苑駅）         |
| B2 | 島式ホーム、左側のドアが開く |                                     |
| B2 | ■南行き                      | → 天宮院駅方面 （北京大学東門駅） → |

### 駅出口
| 出口番号 | 出口表示 | 目的地                      |
| -------- | -------- | --------------------------- |
| 出口 · A | 清華西路 | 北京101中学、青龍橋、福緣門 |
| 出口 · B | 清華西路 | 円明園、清華大学            |
| 出口 · C | 清華西路 | 北京大学                    |

## 駅周辺
- 円明園

## 歴史
- 2009年9月28日 - 開業。

## 隣の駅
北京地下鉄
■4号線
北京大学東門駅 - 円明園駅 - 西苑駅